# 金珍迪 (柔道运动员)
金珍迪（韩语： Gim Jandi，1991年6月15日—），韩国女子柔道运动员，2010年亚洲运动会女子57公斤级银牌得主、2014年亚洲运动会女子57公斤级和女子团体银牌得主、2018年亚洲运动会混合团体铜牌得主。